# Choronzon
Choronzon /ˌkoʊˌroʊnˈzoʊn/ é um demônio ou diabo que surgiu referido pela primeira vez num texto do século XVI dos ocultistas Edward Kelley e John Dee, sendo que após isso foi incluído no sistema de magia Enochiana. No século XX,bla Choronzon se tornou um importante elemento dentro da mística do sistema místico da Thelema, fundada por Aleister Crowley, onde ele é o "morador do Abismo", acredita-se ser o último grande obstáculo entre o adepto e a iluminação. Os thelemitas acreditam que se ele é recebido com uma preparação adequada e, em seguida, sua função é destruir o Ego, que permite que o adepto para ultrapassar o abismo da cosmologia ocultista.

## Variações de grafia
Incluindo a ortografia do nome feito por Crowley, Choronzon, parece haver três alternativas. Meric Casaubon afirma que o nome é Coronzon (sem o 'h'), em seu Verdadeiro e Fiel Relação.... No entanto, esta está em desacordo com a grafia que aparece nos diários de John Dee. No Dicionário Enochiano  de Laycock dá a última ortografia como Coronzom, citando um manuscrito original (Cotton XLVI Pt.I, fol. 91um) como a fonte para a variante. A. D. Mercer no seu livro Liber Coronzom discute a questão da ortografia, com algum detalhe, e inclui imagens obtidas a partir dos diários originais de John Dee e de Casaubon em Verdadeiro e Fiel Relação... mostrando as diferenças.

## Choronzon, de acordo com Crowley
Também conhecido como "o demônio da dispersão", Choronzon é descrito por Crowley como uma  personificação temporária das forças delirantes e inconsistentes que ocupam o abismo. Neste sistema, Choronzon é dado forma em evocação, só assim ele poderá ser dominado.
Crowley afirma que ele e Victor Benjamin Neuburg evocaram Choronzon no Deserto do Saara , em dezembro de 1909. Do jeito que Crowley conta, não está claro se Choronzon foi evocado em um  triangulo Salomônico vazio, enquanto Crowley estava sentado em outro lugar, ou se Crowley era o meio em que o demônio foi invocado.  Quase todos os escritores, exceto Lawrence Sutin dizem que ele é o último.  No relato, Choronzon é descrito como uma forma mutável, que é lida variavelmente como uma descrição de uma metamorfose real, uma impressão subjetiva de Neuburg, ou uma invenção da parte de Crowley.
O relato descreve o demônio jogando areia sobre o triângulo para quebrá-lo, após o que ele atacou Neuburg "na forma de um selvagem nú", forçando-o a levá-lo de volta ao ponto de um punhal.  O relato de Crowley foi criticado como não confiável, já que as páginas originais relevantes foram arrancadas do caderno em que a conta foi escrita.  Isso, junto com outras inconsistências no manuscrito, levou à especulação de que Crowley bordou o evento para apoiar seu próprio sistema de crenças.  O próprio Crowley afirmou, em uma nota de rodapé do relato no Liber 418, que "as maiores precauções foram tomadas na época, e desde então foram ainda mais fortalecidas, para manter silêncio em relação ao rito da evocação". Arthur Calder-Marshall,, enquanto isso, afirma em The Magic of my Youth que Neuburg fez um relato bem diferente do evento, alegando que ele e Crowley evocaram o espírito de "um construtor de capatazes de Ur dos Caldeus", que escolheu para se chamar "P.472".  A conversa começa quando dois estudantes britânicos perguntam a Neuburg sobre uma versão da história em que Crowley o transformou em uma zebra e o vendeu para um zoológico.  A resposta de Neuburg neste livro contradiz as palavras atribuídas a ele em Liber 418 e a declaração de um dos biógrafo de Crowley, Lawrence Sutin.
Choronzon é considerada realizada na verificação, pelo poder da deusa Babalon, habitante de binah, a terceira sephirah da Árvore da Vida. Tanto Choronzon e o abismo são discutidos nas Confissões de Crowley  (cap. 66):
"O nome do Morador no Abismo é Choronzon, mas ele não é realmente um indivíduo. O Abismo é vazio de ser; é preenchido com todas as formas possíveis, cada um igualmente fútil, cada um mal no único verdadeiro sentido da palavra. - isto é, sem sentido, mas maligno, na medida em que anseia por tornar-se real.Essas formas redemoinham insensatamente em montes ao acaso, como diabos de poeira, e cada uma dessas agregações de chance se afirma como um indivíduo e grita: "Eu sou eu!" consciente o tempo todo de que seus elementos não têm um vínculo verdadeiro, de modo que o menor distúrbio dissipa a ilusão, assim como um cavaleiro, encontrando um demônio da poeira, traz-a em cascatas de areia para a terra."
C. F. Russell, um dos Crowley discípulos, viria a fundar o Clube Chorozon, mais tarde renomeado para o GBG.

## Choronzon na magia do caos
Da mesma maneira que Satanás tem sido defendido por alguns daqueles que se opõem a Deus, Choronzon foi transformado em uma figura positiva por alguns ocultistas iconoclastas, em particular os magos do caos que se opõem ao que eles vêem como o dogma estupidificante e restritivo da Thelema.[carece de fontes?] Na "Missa de Choronzon" de Peter Carroll  é um ritual com o propósito de lançar a energia do ego de alguém no universo para efetuar um desejo desconhecido.  Isso, em parte, serviu de inspiração para a efetivação ritual modernizada baseada na "corrente 333".  O próprio Carroll afirma no livro mencionado, no entanto, que Choronzon é simplesmente o nome dado aos efeitos colaterais obsessivos de qualquer busca ilusória por um falso Sagrado Anjo Guardião, ou qualquer coisa que o mago confundisse com seu próprio gênio profundo.

## Na cultura popular
- Um experimental projeto multimídia utilizando o nome de Choronzon[16] existe desde o final dos anos 80, começando como dois projetos separados e desconhecidos de cultura de cassetes, um da costa oeste dos Estados Unidos e outro do leste dos EUA.  Quando a internet tornava cada projeto ciente do outro, eles os fundiam em um projeto.  A partir de 2012, eles operam os domínios para o nome Choronzon em .org, .net e .info, e lançaram vários álbuns em CD, além de publicar um livro impresso, Panic Pandemic[17]. Alegando que o que eles fazem não é apenas música, mas também atos reais de magia infundida nele, o projeto, as obras são distribuídas através de meio underground como por métodos tradicionais. O "demônio" Choronzon é citada como um membro real do projeto,[18] , parte dos quais tem-se centrado na estendendo o mito em torno dessa entidade passado Thelemica versão de Choronzon em uma modernizada "pós-abissal", apresentando Choronzon como um anti-herói e semideus, depois de tornar-se uma inversão de Satanás, na forma de um "demônio ressuscitado".
- Uma invocação de Choronzon forma a base para um episódio de Hammer House of Horror , intitulado "Guardião do Abismo".[19] O episódio também foi a inspiração para o álbum Choronzon da banda britânica de  Akercocke.
- Thrash/metal band "Megadeth" menciona Choronzon em sua canção "Looking Down the Cross", do seu álbum de 1985,  Killing Is My Business ... e Business Is Good!
- Um demônio chamado Choronzon aparece várias vezes no Neil Gaiman, Sandman.
- Um demônio chamado Coronzon aparece na light novel To Aru Majutsu no Index que tem como alvo o personagem Aleister Crowley.
- Choronzon é um dos demônios colecionáveis  na sério de jogos Shin Megami Tensei.
- Choronzon é o nome de um personagem pós-humano divino nos romances de ficção científica Ventus e Lady of Mazes, de Karl Schroeder .
- Choronzon é o título de uma canção do Tangerine Dream's de 1981, álbum Exit.
- Choronzon é o título do álbum de 2003 por Death metal da banda Akercocke.
- Choronzon é destaque em 2009 no filme de terror Necromentia
- Em Graham McNeill's Horus Heresy romance de A Thousand Sons, Livro 12 da Horus Heresy livro da série, Choronzon aparece como uma personalidade do Deus do Caos Tzeentch, e chama-se "Morador no Abismo" e "Daemon de Dispersão".[20]
- O romance he Trick Top Hat, um livro da trilogia do Gato de Schrödinger por Robert Anton Wilson, apresenta Choronzon.  Ele aparece para Joe Malik ao fazer sexo com Carol Christmas porque seu marido a amaldiçoou com um loá.
- O símbolo de Choronzon é uma parte proeminente da série de TV cult, Twin Peaks .  Bob, o demônio que aterroriza a cidade é considerado por alguns como uma versão de Choronzon.[carece de fontes?]
- A série de livros de Annette Marie, "Steel and Stone", inclui essa horrível fera.  Ela os descreve como tal, "Choronzons eram um tipo de criatura do submundo. Eles eram bestiais, simplórios e irrevogavelmente, impiedosamente violentos".  Chase The Dark, Annette Marie.